# Чепукайтис, Генрих Михайлович
Генрих Михайлович Чепукайтис (14 сентября 1935, Ленинград —  5 сентября 2004, Паланга) — советский шахматист, мастер спорта СССР (1966).

## Биография
Родился в Ленинграде. Всю жизнь до пенсии работал электросварщиком.
Научился играть в шахматы в 14 лет. Участник чемпионата СССР по шахматам 1967 года.
Один из сильнейших блицоров в СССР. Пятикратный чемпион Ленинграда по блицу. В 2002 г. выиграл первенство Санкт-Петербурга по блицу в возрасте 65 лет.
По оценке гроссмейстера Д. Бронштейна, «его бесчисленные победы в блицтурнирах объясняются тем, что он на редкость искусно создавал сложные ситуации», в которых соперники, привыкшие к «грамотной игре», просто терялись.
Скончался во сне от сердечного приступа на турнире по блицу в ночь с 5 на 6 сентября 2004 г.

## Книги
- Чепукайтис Г.М. Спринт на шахматной доске. — Москва: Русский Шахматный Дом, 2010. — 120 с. — ISBN 978-5-94693-103-8.